# ABC/ピコ ファースト
『abc/ピコ ファースト（エービーシー ピコ ファースト、英語表記：ABC PICO FIRST）』は1972年に発表されたピコのアルバム。

## 概要
- 1972年9月25日に日本フォノグラムのレーベル・ヴァーティゴレコード制作、ポリドールより発売。2000年10月25日、ユニバーサル ミュージックのキティ・エンタープライズ、日本フォノグラム系のマーキュリー・ミュージックエンタテインメントの2つの共同レーベル「キティMME」にユニバーサル・シグマが加わる形で、1972年当初と同じ製作陣により『abc/ピコ・ファースト』として復刻販売された。
- 「ピコ」は作曲家・樋口康雄の愛称で、NHKステージ101や文化放送『シングアウトと歌おう』などに出演した際に用いられていた。
- 収録されている全ての楽曲で、樋口が作曲と編曲を手掛け、詞は提供してもらう形式をとっている。
- 1972年の発売当時の樋口は20歳であり、収録されている13曲は樋口が18歳から19歳頃に作ったものがほとんどとされる。

## 収録曲
作曲、編曲は全て樋口康雄
1. あのとき
作詞：石川セリ
2. 人間
作詞：石川セリ
3. 魔法使いに恋をして
作詞：島津ゆう子
4. 悲しみは青い馬にのって
作詞：山川敬介
5. 石を投げたら
作詞：千家和也
6. 赤い砂漠へ行かないか
作詞：岡田富美子
7. I LOVE YOU
作詞：石川セリ
8. 夜明け前
作詞：なかにし礼
9. 君だけさ
作詞：石川セリ
10. 愛のひとこと
作詞：伊藤アキラ
11. マリー
作詞：島津ゆう子
12. アダムとイブも
作詞：伊藤アキラ
13. ABC
作詞：岡田富美子